# Nancy Ward
Nancy Ward (ca. 1738 – 1822) også kendt som Nanye-hi var en af cheroksernes såkaldte ghigau (elskede kvinder, en:Beloved Woman), en ærestitel, som gav hende ret til at sidde med i stammerådet, og sammen med andre "elskede kvinder", at træffe beslutning om krigsfangernes skæbne. Nancy Ward troede på en fredelig sameksistens mellem cherokeserne og de hvide.

## Elsket kvinde
Nancy Ward blev født i bebyggelsen Chota i det nuværende Monroe County i Tennessee, USA. Hendes mors egentlige navn (cherokeserne var matrilineære, og faderen blev end ikke betragtet som værende i familie med sine egne børn) er ukendt, men hun er kendt som "Tamme Då", og hun tilhørte ulveklanen i stammen. Da også klantilhørsforholdet blev nedarvet gennem moderen, var også Nancy Ward medlem af ulveklanen. Wards mor var søster til Attacullaculla, cherokesernes overhøvding fra 1760 til 1775. Wards far var sandsynligvis medlem af Delaware-stammen, også kaldet Lenni-Lenape.
Wards første ægtemand var cherokeseren Kingfisher og da hun fyldte 17 havde de to børn sammen, Catherine og Fivekiller. I 1755 deltog både Kingfisher (Isfugl) og Nanye-hi i Slaget ved Taliwa, et slag som primært var mellem cherokeserne og deres dødsfjender creek'erne. Kingfisher blev dræbt, men legenden fortæller, at Nanye-hi tog hans riffel, og gav sig til at synge en krigssang. Derefter førte hun cherokeserne til sejr i slaget. Dette gav hende titlen som "Krigerkvinde" (en: Warrior Woman) og efter slaget blev hun i en alder af kun 18 år udnævnt til ghigau.
Efter Kingfishers død blev Nanye-hi gift med Bryant Ward, som allerede havde en hvid hustru, men det betød ikke noget for cherokeserne for hvem ægteskabet ikke var et livslangt, men et ofte midlertidigt arrangement. Ved den lejlighed fik hun sit "hvide" navn. De to fik sammen Elizabeth Ward, der senere blev gift med Joseph Martin, der var general under den amerikanske uafhængighedskrig.. 
Under den amerikanske ufhængighedskrig var det Ward, som advarede de hvide om et overhængende angreb fra Dragging Canoes chickamaugaer. For denne handling, blev hun senere af organisationerne Daughters of the American Revolution og Sons of the American Revolution udråbt til "Patriot", en hæderstitel i begge organisationer. 
Ward var én af de cherokesere, der var med til at forhandle den første traktat mellem stammen og det nyeoprettede USA, Hopewell traktaten fra 1785., men var dog ikke én af underskriverne.
Nancy Ward var den sidste kvinde, der fik titlen "Beloved Woman" indtil den blev genindført i slutningen af det 20. århundrede.

## Cherokesersamfundet ændres
Som ghigau havde Nancy Ward (sammen med stammens øvrige ghigau) magt til at benåde krigsfanger. I 1776, efter et cherokesisk angreb på Fort Watauga (nær det nuværende Elizabethton) i Tennessee, brugte hun denne magt til at benåde Lydia Russel Bean. Ward førte fru Bean til sit hus, hvor hun plejede hende, til hun var kommet sig over de skader, hun havde fået under slaget. Til gengæld lærte fru Bean Ward at væve. Tidligere havde cherokeserne ikke kendt til vævning med væv, men kun noget simpel fingervævning. Denne nye viden revolutionerede den måde, cherokeserne lavede tøj på. Tidligere havde man primært gået klædt i dyreskind, suppleret med vævet stof, som man kunne købe af handelsmænd. Fru Bean reddede to af sine malkekøer fra slaget, og lærte også Nancy Ward at avle kvæg og lave mejeriprodukter, hvilket betød at stammen kunne klare sig, også når jagten ikke var god. 
Det havde været kvindernes opgave at passe hjemmet og dyrke jorden, mens mændene gik på jagt og førte krig, men nu begyndte kvinderne i stedet at væve, og mændene overtog opgaven med at dyrke jorden. Indførelsen af væven medførte dermed én af de største sociale og kulturelle ændringer i det cherokesiske samfund og førte i den sidste ende til at stammens forhold mellem kvinder og mænd blev ændret radikalt, blandt andet skiftede arveret og klantilhørsforhold fra at tilhøre kvinderne til at tilhøre mændene. Samtidigt ændrede stammens sociale forhold fra at være et samfund, hvor stammens kvinder i fællesskab passede børn og fællesjord til et samfund i lighed med de hvides, hvor de enkelte familier bestemte over deres egen jord (selv om den forsat var "fælleseje"), og selv var ansvarlig for at dyrke jorden og passe dyrene. Planteavl og husdyrbrug krævede mere arbejdskraft en stammen selv kunne levere, og stammens medlemmer begyndte at handle med (ikke mindst købe) slaver. Nancy Ward var et af de første stammemedlemmer, som anskaffede afro-amerikanske slaver.

## Senere liv
Nancy Ward var modstander af salg af stammeland til de hvide, men hendes protester blev ignoreret af de stammemedlemmer, som så en fordel i at sælge. Både i 1808 og 1817 i forbindelse med indgåelse af traktater om salg af stammens land, var kvindernes råd med Nancy Ward i spidsen mod salget.
Ward blev en form for ambassadør mellem cherokeserne og de hvide. Hun lærte diplomatiets kunst fra sin morbror, overhøvdingen Attacullaculla på et tidspunkt, hvor kvinderne stadig nød meget stor respekt i stammen. I 1781, tre år efter Attacullacullas død, mødtes repræsentanter for cherokeserne under ledelse af Old Tassel med en amerikansk delegation under ledelse af den senere guvernør over Tennessee, John Sevier. Ward var én af cheroksernes udsendinge, og Sevier var forbløffet over at man overlod så vigtig en opgave til en kvinde. Ward på sin side udtrykte lige så stor undren over, at der ingen kvinder var blandt amerikanernes repræsentanter. Hun holdt en tale, hvor hun blandt andet sagde: "De ved, at kvinder altid er blevet regnet for ingenting (underforstået hos de hvide), men vi er jeres mødre og I er vores sønner. Vi råber kun på fred, lad den fortsætte. Denne fred må vare evigt. Lad jeres kvinders sønner være vores og lad vores sønner være jeres. Lad jeres kvinder høre vores ord". Talen blev rost meget, blandt andet af oberst William Christian, som lovede fred, hvis også cherokeserne ville leve fredeligt. Aftalen (det var ikke en formel traktat), der blev underskrevet i denne anledning, var én af de få, hvor stammen ikke måtte afgive land.

Den 5. juli 1807 fik en missionsskole i Spring Place oprettet af den hernnhutiske brødremenighed, besøg af tre ældre kvinder, hvoraf en var en særlig fornem kvinde, der havde været enke i 50 år og selv var næsten 100 år gammel. Denne kvinde, som blev kaldt Chiconehla, "skulle have været i krig med en fjendtlig stamme og være blevet såret mange gange". Og "Hendes underarm er dekoreret med mønstre, om hvilke hun fortalte, at de var på mode i hendes ungdom.". Kvinden blev på missionsstationen i to dage, hvor hun blev underholdt af de studerende, og selv diskuterede teologi med missionærerne, idet én fjern slægtning, Margaret Scott, der var gift med cherokeserlederen James Vann, fungerede som tolk. Missionsstationens rapporter er overbeviste om, at denne Chiconehla var identisk med Nancy Ward
, men i dag er der tvivl om, hvorvidt det kan være tilfældet. For det første var Nancy Ward kun omkring 70, ikke nær 100 i 1807, for det andet var det godt nok over 50 år siden hendes første mand døde, men Ward var stadig i live om end de levede adskilt.

## Eftermæle
Da Nancy Ward døde blev hun begravet i sin hjemby Chota ifølge sønnen Fivekiller. Hendes lig blev dog ikke identificeret ved udgravningerne af Chota i 1970'erne, men hendes jordiske rester kan være blandt de uidentificerede, som blev fundet ved udgravningerne og overført til en fælles gravhøj ved Sequoyah museet nær Vonore. 
I 1923 opsatte Daughters of the American Revolutions Nancy Ward-lokalafdeling et mindesmærke ved siden af Fivekillers grav i Benton, Tennessee. Polk County hvor Benton ligger, forsøger at rejse penge til et Nancy Ward museum. 
På en kirkegård i Grainger County stod i 70 år en statue af Nancy Ward, udskåret af billedskæreren James Walker, men den blev stjålet i 1980'erne og selv om den er fundet, er den ikke kommet tilbage til sin oprindelige placering.  Sequoyah Museet i Vonore fejrer en årlig "Nancy Ward Cherokee Heritage" fest.
Nacy Ward huskes ikke kun som en vigtig person for cherokeserne, men regnes også blandt de første pionerer, der kæmpede for kvindernes rettigheder i amerikansk politik. 

## Eksterne links
- SmithDRays Nancy Ward side
- Julie White: Nanye-hi Arkiveret 5. marts 2009 hos  Wayback Machine
- Sunshine for Women, Nancy Ward Arkiveret 10. april 2010 hos  Wayback Machine
- Artikel om Nancy Ward fra Tennessee Encyclopedia